# Hikangia liberiensis
Hikangia liberiensis är en insektsart som beskrevs av Nielson 1983. Hikangia liberiensis ingår i släktet Hikangia och familjen dvärgstritar. Inga underarter finns listade i Catalogue of Life.